# HC Lokomotiv Jaroslavl
Lokomotiv Jaroslavl (Russisch: ХК Локомотив Яросла́вль) is een Russische ijshockeyclub, drievoudig kampioen van Rusland, opgericht in 1949. De naam is afgeleid van de hoofdsponsor, namelijk de Russische spoorwegen. Lokomotiv speelt zijn thuiswedstrijden in het Arena 2000 in Jaroslavl.
Op 7 september 2011 kwam zo goed als de voltallige selectie en ploegleiding om het leven toen hun vliegtuig, Jak-Service-vlucht 9633, onderweg naar een competitiewedstrijd in de Kontinental Hockey League tegen Dinamo Minsk verongelukte.

## Voormalige clubnamen
- Lokomotiv Jaroslavl (1949–1955)
- Spartak Jaroslavl (1955–1956)
- Khimik Jaroslavl (1956–1957)
- HC YMZ Jaroslavl (1959–1963)
- Trud Jaroslavl (1963–1964)
- Motor Jaroslavl (1964–1965)
- Torpedo Jaroslavl (1965–2000)
- Lokomotiv Jaroslavl (2000–heden)

## Erelijst
Vysshaya Liga (3): 1997, 2002, 2003
Kontinental Hockey League
- Gagarin Cup (1): 2025
- Continental Cup (1): 2025
- Opening Cup (1): 2025

Minsk Cup (1): 2017
LDZ Kauss (3): 2010, 2011, 2017